# Raphaël Domjan

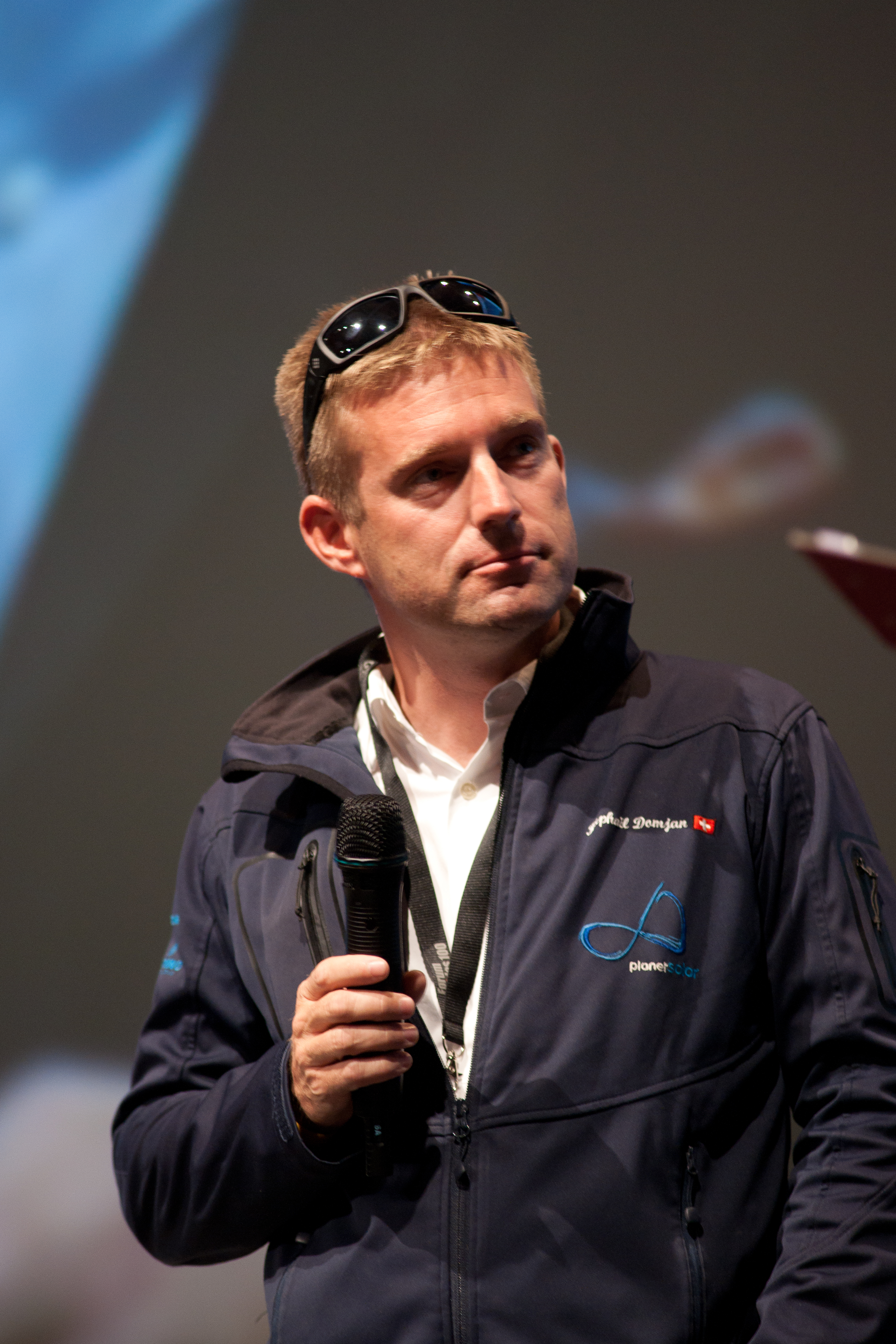
Raphaël Domjan (2012)

Raphaël Domjan (* 19. Januar 1972 in Neuchâtel; heimatberechtigt in Lausanne) ist ein Schweizer Solarenergiepionier.
Von 2010 bis 2012 umrundete er mit dem Katamaran Tûranor PlanetSolar die Erde mit Sonnenenergie. Seit 2014 bereitet er mit dem Projekt SolarStratos vor, mit einem Solarflugzeug erstmals in der Stratosphäre zu fliegen.